# Thomas Nicolay Fearnley

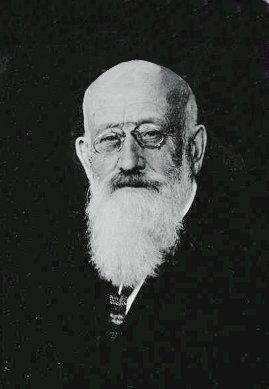
Thomas Nicolay Fearnley.

Thomas Nicolay Fearnley, född den 9 april 1841 i Amsterdam, död den 17 maj 1927 i Oslo, var en norsk affärsman, son till målaren Thomas Fearnley.
Fearnley etablerade 1869 i Kristiania ett skeppsrederi och skeppsmäkleri, från 1872 drivet under firmanamnet Fearnley & Eger, som efterhand blev ett av de ledande inom Norges rederinäring. Fearnley sörjde tillsammans med konsul Axel Heiberg och bryggeriägarna bröderna Ringnes för utrustningen av och en betydande del av den ekonomiska risken med Nansens polarexpedition 1893-96, liksom en rad andra vetenskapliga och allmännyttiga företag vid sekelskiftet 1900 understöddes av honom. Fearnley var en följd av år medlem av Videnskabsselskabet i Kristiania och av norska geografiska sällskapets styrelse. Stort intresse och offerviljaa visade han gentemot sportlivets utveckling i Norge; han var således i 25 år ordförande för Christiania Skiklub. Fearnley var 1899-1905 hovjägmästare hos Oskar II. Fearnley utträdde sommaren 1921 ur firman Fearnley & Eger; företaget drevs vidare av hans son, Thomas Fearnley den yngre, med redaren Dagfinn Paust som kompanjon. År 1919 skänkte Fearnley och hans fru 900 000 kr. till välgörande ändamål.